# 카에사레아 마리티마
카에사레아 마리티마(Caesarea Maritima) 또는 카에사레아팔레스티나에(Caesarea Palaestinae)는 동부 지중해 연안의 고대 및 중세 항구 도시였으며 나중에는 작은 어촌 마을이었다. 이곳은 약 650년 동안 로마 유대, 시리아 팔레스티나, 팔레스티나 프리마의 수도였으며, 헤롯 1세 시대부터 무슬림이 레반트를 정복할 때까지 지중해의 주요 지적 중심지였다. 오늘날 이 지역은 이스라엘 샤론 평야 서쪽 가장자리에 있는 카에사레아 국립공원의 일부이다.
이 유적지는 기원전 4세기에 시돈의 통치자 이후 스트라톤 타워로 알려진 페니키아 식민지이자 무역 마을로 처음 정착되었다. 기원전 1세기에 하스모니안 통치 하에 확장되어 유대인 마을이 되었다. 그리고 기원전 63년에 로마 공화국이 이 지역을 합병했을 때 자치 도시로 선언되었다. 그 후 로마 시대에 유대의 속국 왕 헤롯 1세가 새로운 항구를 건설하고 그 도시와 그 항구를 카이사레아라는 이름으로 아우구스투스에게 바쳤다.